# Hookeriopsis
Hookeriopsis är ett släkte av bladmossor. Hookeriopsis ingår i familjen Hookeriaceae.

## Dottertaxa tillHookeriopsis, i alfabetisk ordning[1]
- Hookeriopsis ambigua
- Hookeriopsis angustiretis
- Hookeriopsis armata
- Hookeriopsis balazsii
- Hookeriopsis bartramii
- Hookeriopsis beyrichiana
- Hookeriopsis borneensis
- Hookeriopsis bowersiana
- Hookeriopsis brachypelma
- Hookeriopsis brunneophylla
- Hookeriopsis cavifolia
- Hookeriopsis corcovadensis
- Hookeriopsis crosbyi
- Hookeriopsis cuspidatissima
- Hookeriopsis diversifolia
- Hookeriopsis exesa
- Hookeriopsis exigua
- Hookeriopsis gabonensis
- Hookeriopsis heterophylla
- Hookeriopsis hornschuchiana
- Hookeriopsis hydrophila
- Hookeriopsis latifrondea
- Hookeriopsis leiophylla
- Hookeriopsis lepidopiloides
- Hookeriopsis leucomioides
- Hookeriopsis levieri
- Hookeriopsis lonchopelma
- Hookeriopsis luteorufescens
- Hookeriopsis minutiretis
- Hookeriopsis mittenii
- Hookeriopsis negrensis
- Hookeriopsis pachydictyon
- Hookeriopsis pallidifolia
- Hookeriopsis papillidioides
- Hookeriopsis papillosula
- Hookeriopsis perfulva
- Hookeriopsis pocsii
- Hookeriopsis ptari-tepuiensis
- Hookeriopsis puiggarii
- Hookeriopsis rhynchostegioides
- Hookeriopsis rubens
- Hookeriopsis saxicola
- Hookeriopsis serrata
- Hookeriopsis standleyi
- Hookeriopsis staudtii
- Hookeriopsis steyermarkii
- Hookeriopsis subscabrella
- Hookeriopsis thwaitesiana
- Hookeriopsis venezuelensis
- Hookeriopsis vesicularia
- Hookeriopsis wichurae
- Hookeriopsis williamsii